# Омптеда, Кристиан Вильгельм Фридрих фон
Барон Кристиан Фридрих Вильгельм фон Омптеда (26 ноября 1765, (Альден-ан-дер-Аллер — 18 июня 1815, Ла-Э-Сент) — ганноверский аристократ и военачальник, полковник, герой битвы при Ватерлоо.

## Биография
Выходец из аристократической семьи баронов фон Омптеда, находившейся на службе у ганноверских курфюрстов, которые также являлись королями Великобритании. Племянник Дитриха Генриха Людвига фон Омптеды (1746—1803), высокопоставленного дипломата. В 1777 году, после весьма недолгого образования, 12-летним поступил в ганноверскую армию. В 1781 году он был уже лейтенантом пешей гвардии. В 1793 году, после начала войны с революционной Францией, 18-летний «мажор» оказался командиром гренадерской роты в боевых условиях, и проявил себя с лучшей стороны: сражался отважно, был тяжело ранен около Касселя, а в 1794 году, после излечения, сопровождал в Англию фельдмаршала Вильгельма фон Фрейтага.
В 1803 году Омптеда был майором ганноверской гвардии. 4 июня 1803 года Наполеон, обратив внимание на Ганновер, бывший союзником его главного противника Британии, и, угрожая оружием, заключил с ганноверцами Артленбургский договор о капитуляции, после чего аннексировал их страну. Эта ситуация национального позора и предательства со стороны чиновников и дипломатов, заставила многих ганноверских офицеров эмигрировать в Англию. Среди этих офицеров был и Омптеда. В Британии из немецких эмигрантов, в основном из Ганновера, но также и из других государств Германии, считавших себя оскорблёнными Наполеоном, был сформирован Королевский Германский легион (КГЛ). Омптеда стал в нём командиром батальона.
В 1805 году он возглавил небольшой неудачный десант в северной Германии, одновременный с Битвой при Аустерлице, а в 1806 году его батальон был переброшен в Гибралтар. В 1807 году батальон Омптеды был снова использован в северной Европе: был высажен в Зеландии, и участвовала в боевых действиях против датчан. На обратном пути корабль, на котором плыл Омптеда, затонул у берегов союзной Наполеону Голландии, а сам он оказался в плену в Боркуме, откуда был обменян уже в 1808 году.
В 1812 году Омптеда был произведён в оберстлейтенанты (подполковники, не путать с обер-лейтенантом), а в 1815 году был уже оберстом (полковником). Когда Наполеон вернулся с острова Эльбы, и начались события Ста дней, Омптеда был назначен командовать бригадой КГЛ в дивизии Альтена, в корпусе принца Оранского армии герцога Веллингтона.
В ходе битвы при Ватерлоо, когда разгорелся бой за ферму Ла-Э-Сент, принц Оранский приказал Омптеде построить бригаду в колонны и отбить ферму. Омптеда повёл войска в штыковую атаку, и в ходе рукопашного боя был убит выстрелом в упор.
Полковник Омптеда был одним из самых высокопоставленных британских офицеров, погибших в ходе сражения. Другим погибшим был командир кавалерийской бригады, генерал-майор Уильям Понсонби.